# Philippe Mexès
Philippe Mexès (født 30. marts 1982 i Toulouse, Frankrig) er en fransk tidligere fodboldspiller, der spillede som midterforsvarer. Han spillede gennem karrieren for Auxerre i hjemlandet, samt de italienske klubber Roma og Milan.
Med AJ Auxerre vandt Mexès i 2003 den franske pokalturnering Coupe de France, mens han i 2007 og 2008 vandt Coppa Italia med AS Roma.

## Landshold
Mexès spillede i sin tid som landsholdsspiller (2002-2012) 29 kampe for Frankrigs landshold, som han debuterede for den 16. oktober 2002 i et opgør mod Malta. Han blev efterfølgende udtaget til Confederations Cup i 2003, hvor franskmændene på hjemmebane vandt turneringen.

## Titler
Coupe de France
- 2003 med AJ Auxerre

Coppa Italia
- 2007 og 2008 med AS Roma

Confederations Cup
- 2003 med Frankrig